# Caterham Cars

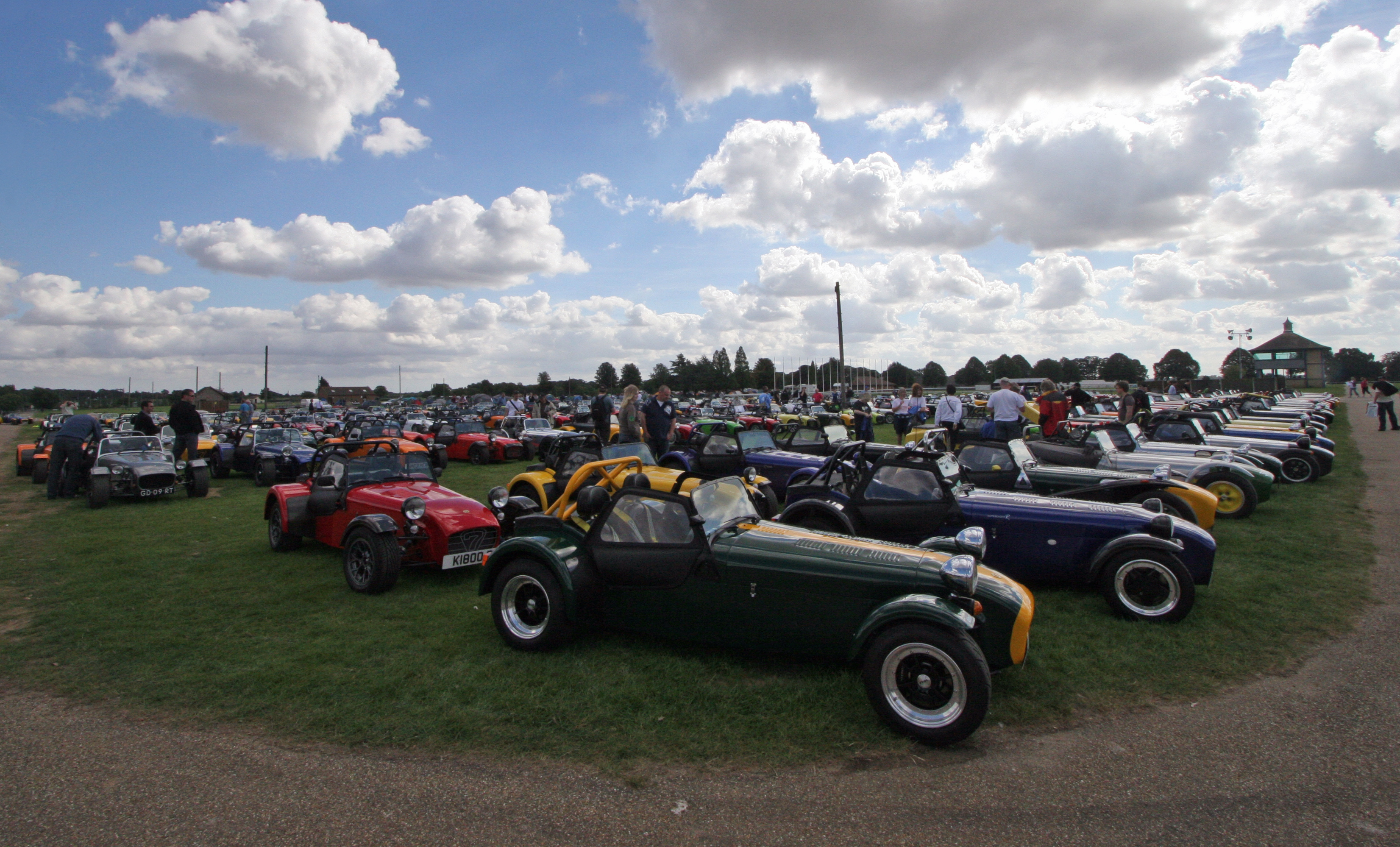
Modelos Caterham 7 Roadster

A Caterham Cars Ltd é uma fabricante britânica especializada em carros esportivos leves estabelecida em Caterham, Inglaterra, com sua sede em Dartford, Inglaterra. Seu modelo atual, o Caterham 7 (ou Seven), originalmente lançado em 1973, é uma evolução direta da Série 3 do Lotus Seven desenhado por Colin Chapman. Na década de 1990 a empresa fez o Caterham 21, uma alternativa de capota de lona de dois lugares ao MGF e ao Lotus Elise, (que ambos venderam muito mais unidades). Um carro só de pista, o SP/300.R, um projeto conjunto com a Lola, foi lançado para testes de clientes em 2010 e estava programado para ser lançado em 2013.
A Caterham era uma empresa independente até sua aquisição pelo proprietário da Team Lotus, Tony Fernandes, em 27 de abril de 2011, levando à formação do Caterham Group. Em 2021, a Caterham Cars foi adquirida pela VT Holdings', importadora japonesa do Caterham Seven desde 2009.

## Fórmula 1
A partir da temporada de 2012, a equipe de Fórmula 1, também de propriedade de Tony Fernandes, conhecido como Team Lotus na temporada de 2011, passou a se chamar Caterham F1 Team. A equipe manteve a cor verde e amarela usada anteriormente quando era a Team Lotus em 2011. Em 26 de janeiro de 2012 a equipe revelou o primeiro carro de Fórmula 1 da Caterham o CT-01 na F1 Racing Magazine.